# ديفيد نيلسون (ممثل)
ديفيد نيلسون (بالإنجليزية: David Nelson)‏ هو مخرج وممثل أمريكي، ولد في 24 أكتوبر 1936 بنيويورك في الولايات المتحدة، وتوفي في 11 يناير 2011 في الولايات المتحدة بسبب سرطان القولون.

## أعمال

### أفلام
- (1957) موضع بايتون

### مسلسلات
- مغامرات أوزي وهارييت

## وصلات خارجية
- ديفيد نيلسون على موقع IMDb (الإنجليزية)
- ديفيد نيلسون على موقع ألو سيني (الفرنسية)
- ديفيد نيلسون على موقع أول موفي (الإنجليزية)
- ديفيد نيلسون على موقع قاعدة بيانات الأفلام السويدية (السويدية)
- ديفيد نيلسون على موقع إن إن دي بي (الإنجليزية)
- ديفيد نيلسون على موقع قاعدة بيانات الفيلم (الإنجليزية)
- ديفيد نيلسون على موقع كينوبويسك (الروسية)